# Ingeborg Ljunggren
Ingeborg Ljunggren, även Inga Ljunggren född Stenbom 1748, död 21 mars 1791, var en svensk skådespelerska.  Hon var engagerad vid Stenborgs Sällskap samt vid Comediehuset i Göteborg.
Ingeborg Ljunggren var engagerad vid Stenborgs Sällskap från 1769 till sin död 1791, med undantag av ett avbrott för 1780-81, då hon var engagerad vid Comediehuset i Göteborg. Som anställd hos Stenborg var hon aktiv vid dess teatrar Svenska Theatern i Humlegården (1773-80), Eriksbergsteatern (1781-84) och Munkbroteatern (1784-91).  Hon var från 1774 gift med skådespelaren Olof Ljunggren.
Ljunggren nämns först som engagerad vid Stenborgs sällskap år 1769, då som Mlle Stenbom. Stenborgs sällskap var då en av Sveriges två svenskspråkiga teatrar, men uppgifterna om dess aktörer, pjäser och rollförteckningar är knapphändiga före 1780. Det var dock vanligt att ledande medlemmar fick recetter (hela inkomsten från en enskild föreställning), och då i en pjäs där de ofta spelade huvudrollen eller en av de ledande rollerna. Ingeborg Ljunggren tillhörde jämsides med Christina Catharina Lindberg, Johanna Catharina Enbeck och en Madam Vougt de kvinnliga aktörer om vilken man har lite mer information och tycks tillhöra de ledande medlemmarna. Hon är därmed en av de få svenska skådespelerskor vid denna tid om vilka man har mer än fragmentarisk information. Tisdagen 6 november 1769 gavs Maccabeerne som recett för henne och Madam Vougt. Hon nämns i Örebro 1773 och i Göteborg 1776 och 1778. 
1780 hoppade hon med sin make av engagemanget hos Stenborg och tog anställning hos Johan von Blanc vid det Gemenasiska sällskapet, som just då omvandlades till ett rent teatersällskap vid invigningen av Comediehuset, den första stående teatern i Göteborg. Paret Ljunggren var då den teaterns ledande aktörer och spelade med sin aktörsvana en viktig roll vid grundläggandet av Göteborgs första teater. Bland deras roller fanns Gustavs moder och prins Erik i Gustav Vasa på Comediehuset i Göteborg 24 januari 1781. Deras karriär i Göteborg blev dock kort och de återvände till Stenborg redan 1781. 
Ingeborg Ljunggren avled liksom sin make i lungsot.